# Hällbalalajkaspindel
Hällbalalajkaspindel (Episinus truncatus) är en spindelart som beskrevs av Pierre André Latreille 1809. Hällbalalajkaspindel ingår i släktet Episinus och familjen klotspindlar. Arten är reproducerande i Sverige. Inga underarter finns listade i Catalogue of Life.